# Сумоль
Сумо́ль (кат. sumoll) — червоний місцевий сорт винограду виведений у Каталонії.
Зараз вирощується у таких районах каталанських країн — кумарці Бажас, а також у кумарках баґарії Камп-да-Таррагона. Поза межами каталанських країн вирощується в Австралії, де на його основі та на основі Каберне Совіньйон було створено 4 гібридні сорти — cienna, vermillion, rubienne та tyrian.
Вину сорту сумоль присвоєно такі найменування, що підтверджують його оригінальність (кат. Denominació d'Origen Catalunya, відповідає фр. Appellation d'Origine Contrôlée або AOC): DO Catalunya, DO Pla de Bages та DO Tarragona.